# 有机锌化合物

最早发现的有机锌化合物

有机锌化合物是指含有碳－锌化学键的一类有机化合物。有机锌化学是一门研究有机锌化合物理化性质、合成和反应的学科。
第一个被发现和制备的有机锌化合物是二乙基锌（Diethylzinc）（由爱德华·弗兰克兰于1849年发现）。它还是第一个被发现具有金属－碳σ键的化合物。许多有机锌化合物都是易燃的而难以操作的（大多数有机溶剂同样可燃而存在安全隐患）。有机锌化合物大多易于氧化，且溶于质子性溶剂时会发生分解。在许多反应中，有机锌试剂都需要现制现用而不能被分离纯化或存放太久。所有使用有机锌试剂的反应都需要在惰性气体保护下进行，如氮气或氩气。
有机锌化合物最常见的氧化态为+2价。它可以被分为三种类型：有机锌卤化合物（R-Zn-X，其中X代表卤素原子）；二烃基锌化合物（R-Zn-R，其中R代表烷基或芳基）；锌酸锂盐或锌酸镁盐（M+R3Zn-，其中M代表锂或镁）。
由于碳和锌元素的电负性不同：(碳为2.55；锌为1.65)，碳－锌化学键的极性指向碳原子。二烃基锌化合物通常以单体形态存在，而有机锌卤化合物则可通过卤素键桥形成聚合形态，该形态类似于格氏试剂和格氏试剂的的Schlenk平衡（Schlenk equilibrium）。

## 合成
下列为一些合成有机锌化合物的方法：
- 氧化加成。最早由Frankland发现的二乙基锌即是用该法制备：在氢气的“保护”下，将碘乙烷和单质锌进行加成反应（该反应还称为：Frankland synthesis）。金属锌的活性可以通过Rieke锌（Rieke zinc）试剂得到增强，而该试剂是金属钾和氯化锌发生还原反应得到的。

2RI + 2Zn → ZnR2  +  ZnI2
- 卤锌交换。该法主要分为两种：为碘锌交换和硼锌交换。第二个反应（右向左）的第一步为烯烃的硼氢化。

- 金属转移（Transmetalation）。在典型的金属转移反应中，二苯基汞和锌单质在乙醚中反应得到二苯基锌和金属汞，该反应速率很慢需要花费两周时间。[5]

- 有机锌化合物还可通过金属锌直接获得。[6][7]

该法中，锌通过1,2-二溴乙烷和三甲基氯硅烷活化（制备格氏试剂也可用此法进行活化）。其中的关键试剂为氯化锂，它能和有机锌化合物快速的形成可溶加合物从而将锌试剂脱离金属表面。

## 反应
在下列许多反应中，有机锌化合物都作为中间体参与反应：
- 于1863年发现的Frankland-Duppa反应中，草酸酯（ROCOCOOR）和卤代烷烃R'X、锌和盐酸反应，生成α-羟基羧酸酯RR'COHCOOR[8]
- 雷福尔马茨基反应通过锌卤中间体转化α-卤代酯和醛得到β-羟基酯。
- 西蒙斯–史密斯反应中，卡宾（碘甲基）碘化锌和烯烃反应得到环丙烷。
- 乙炔负离子（Acetylides）锌盐的反应。
- 有机锌试剂对于羰基的加成反应。1899年发现的Barbier反应使用锌代替镁进行格氏加成反应，而该反应更温和；反应条件更简单。有机卤镁试剂进行加成反应时，任何水的存在将导致反应无法进行；然而Babier反应甚至能够在水存在下进行反应。有机锌试剂的劣势在于亲核性弱于格氏试剂。在所有12族元素中，锌是最具活性的。商业可售的二烃基锌化合物包括：二甲基锌、二乙基锌和二苯基锌。这些试剂价格都昂贵且难于操作和控制。在一项研究中，[9][10] 活性有机锌化合物可通过更廉价的有机溴化合物（Organobromine）前体获得：

- 根岸偶联反应是在烯烃，芳烃和炔烃的不饱和碳原子之间形成新的碳－碳键的反应。反应催化剂为镍或钯。催化循环中的关键步骤是金属转移：在钯（镍）金属催化剂催化下，锌卤和另一有机分子的卤素进行交换而烃基互相链接。福山偶联反应是另一种偶联反应，是一种硫醚反应形成酮的过程。

## 有机锌酸盐
史上第一个酸根型配位化合物（Ate complex）('有机锌酸盐)由James Alfred Wanklyn于1858发现， 金属钠和二乙基锌有助于反应进行。
2Na + 3 Et2Zn -> 2Et3Zn-Na+ + Zn
2007年报道了通过调整反应条件，锌酸盐可反应为氢化络合乙基锌酸钠盐（氢原子作为桥联配体），最终得到其中一个乙基发生β－氢消除（β-hydride elimination）的产物：

## 一价有机锌化合物
具有锌－锌键的低价有机锌化合物也已被发现，第一个该类化合物为2004年报道的二(五甲基环戊二烯)基锌(Zn2(η5–C5Me5)2)。